# 古鄯镇
古鄯镇，是中华人民共和国青海省海东市民和回族土族自治县下辖的一个乡镇级行政单位。

## 行政区划
古鄯镇下辖以下地区：
古鄯镇社区、古鄯村、三姓庄村、范家河村、桦林滩村、郭家山村、山庄村、尖岭村、三岔村、联合村、菜子湾村、夏家河村、小岭村、七里村、徐家庄村、岘子村、马营庄村、牙合村、刘家湾村、来家山村、邓家山村、桦林嘴村、后山村、李家山村和柴沟村。